# 恋する香港
『恋する香港』（こいするホンコン）は、日本の連続テレビドラマ。2017年10月から、毎日放送の制作により、TBSほか同系列の一部で、深夜ドラマ枠「ドラマイズム」の作品として放送された。全4話。
小池栄子と吉沢亮のダブル主演。撮影は9月下旬からすべて香港で行われると発表された。

## あらすじ
テレビディレクターの山田健太とアシスタントの平川彩は、旅番組『ルーツ〜女が旅に出たら〜』の撮影のため、人気アイドル・エリーとともに、エリーの母親が生まれた家を訪ねるべく香港にやって来た。しかしその家を探し出せず、香港での観光シーンを織り交ぜてエリーの素顔に迫る撮影をおこなっていたが、奔放でわがままなエリーに山田は振り回され続ける。
エリーの写真を自分だと偽ってマッチングサイトで香港の青年・ダニエルとやり取りをしていた独身のOL・井本真樹は、同僚の後押しを受けて、ダニエルと会うために香港へ行く決心をした。ランタン祭りで落ち合う約束をしていた真樹は、ダニエルから「店でランタンを受け取って来てほしい」と頼まれていた。真樹は犯罪に巻き込まれているのではと思いながらも、ダニエルに嫌われたくない気持ちからそれに従い、非日常な体験に高揚していた。
飲食店で朝食シーンの撮影をしていたところに謎の男たちが現れてエリーを取り囲み、ダニエルがエリーをさらって逃げていった。この現場に真樹が偶然通りがかり、山田に何があったのかを尋ねる。山田と真樹は前日に知り合っていたが、山田はそのとき泥酔していたために覚えていなかった。実は謎の男たちは山田が仕込んだ現地の役者であり、エリーを誘拐するドッキリを仕掛けていたが、その場でダニエルに本当に誘拐されるという事態が起きていたのだった。ダニエルはエリーを真樹だと思っており、ランタンを渡すように言う。エリーは手腕がないくせに自分を有能だと思い込んでいる山田をはなから信用しておらず、こんなドッキリも仕掛けてくるだろうと見抜いてはいたが、ダニエルとあまりに話がかみ合わず、本当に誘拐されたと気付く。通話状態になっていたエリーの携帯電話から山田と真樹はこのトラブルを知る。山田と真樹は互いの事情を打ち明け、山田は自分を助けてほしいと真樹に頼むが、どちらも嘘を重ねていることを責め合う口論になり、真樹は協力を拒否して去ってしまう。ダニエルは拙い日本語を使って真樹のような日本人女性を利用してきた「運び屋」であり、ランタンの中に隠してあるものをめぐって日本人ブローカー・片桐とトラブルになっていた。エリーとダニエルは片桐に捕らわれしまう。片桐はランタンを真樹が持っていることに気付き、ダニエルを通じてランタンを持ってくることを要求する。
山田と平川は必死にエリーを探し、真樹のことも探す。探し出した真樹に山田はもう一度協力を頼む。日常生活の虚しさに加え、香港に来てからもさらに虚しさを募らせていた真樹は、「スカッとすることがしたい」と願っていた。ランタンを持って指定の場所にやってきた真樹は、そこに表れた警官のひとりから銃を奪い、ダニエルを解放しろと脅す。片桐は真樹の強硬な態度に怖気付き、警官に捕らえられる。これはすべて山田がエリーを助け、片桐を懲らしめるために仕掛けた「ドッキリ」であった。本物の警官がやってきて、片桐、そしてダニエルも真樹の目の前で一緒に警察に連行されていった。
口論ばかりしていたが、山田と真樹はここまでの出来事を通じて仲良くなれそうな気がしていた。真樹が日本へ帰る明日、ふたりはトラブルが起きたあの店で一緒に朝食をとろうと約束をした。しかし翌日山田は寝過ごしてしまい、真樹はひとりで朝食をとり、バスで空港へ向かう。

## 登場人物
井本真樹
演 - 小池栄子
コールセンターに勤務する35歳のOL。
山田健太
演 - 吉沢亮
テレビディレクター。テレビ業界の現状を憂い、「俺は面白いものが作れる」と息巻いているが、周囲からの評価は低い。
平川彩
演 - 馬場ふみか
山田の後輩のアシスタントディレクター。エリーに帯同するスタッフとして番組に出演する側でもある。ときに山田を振り回すような言動をとる。
エリー
演 - 最上もが
生年や出身地は非公開で、ミステリアスな雰囲気を売りにするアイドル。その言動がしばしばネット上で批判を受けて炎上を起こす。祖母と母親が香港の出身であるが、母親とは仲が悪く、香港に思い入れは何もない。
ダニエル
演 - 永田薫（MAG!C☆PRINCE）
エリーを誘拐した香港人。
阿久津
演 - 柳下大
山田の先輩のテレビプロデューサー。
片桐なり
演 - 岩松了
香港のアンダーグラウンドを知り尽くす日本人ブローカー。

## スタッフ
- 企画統括・プロデュース：大澤剛（ワタナベエンターテインメント）[1]
- 原案：D-ZOO、野崎浩貴[1]
- 脚本：倉光泰子[1]
- 監督：スミス、戸塚寛人[1]
- 音楽：オカモトレイジ（OKAMOTO'S）
- オープニングテーマ：MAG!C☆PRINCE「Dreamland」[3]
- エンディングテーマ：MAG!C☆PRINCE「YUME no MELODY」[3]
- ポスプロ：東映ラボ・テック
- プロデューサー：櫻井雄一（ソケット）[1]、村島亘（毎日放送）
- チーフプロデューサー：丸山博雄（毎日放送）
- 制作プロダクション：ソケット[1]
- 製作著作：毎日放送、ワタナベエンターテインメント

## 放送日程
| 各話  | 放送日   | 放送日   | サブタイトル   | 監督     |
| 各話  | 毎日放送 | TBS      | サブタイトル   | 監督     |
| ----- | -------- | -------- | -------------- | -------- |
| 第1話 | 10月09日 | 10月11日 | ロケする香港   | スミス   |
| 第2話 | 10月16日 | 10月18日 | 会いにくる香港 | スミス   |
| 第3話 | 10月30日 | 10月25日 | 駆け抜ける香港 | 戸塚寛人 |
| 第4話 | 10月30日 | 11月01日 | 恋する香港     | スミス   |

## 放送局
注記のない限り、放送局はすべてTBS系列。
| 放送期間                 | 放送時間                     | 放送局    | 放送対象地域 | 備考                      |
| ------------------------ | ---------------------------- | --------- | ------------ | ------------------------- |
| 2017年10月9日 - 10月30日 | 月曜 0:50 - 1:20（日曜深夜） | 毎日放送  | 近畿広域圏   | 製作局 第3・4話は連続放送 |
| 2017年10月11日 - 11月1日 | 水曜 1:28 - 1:58（火曜深夜） | TBSテレビ | 関東広域圏   | 第3話は製作局より先行     |